# Namegata
Namegata (jap. 行方市 Namegata-shi) – miasto w Japonii, w prefekturze Ibaraki, we wschodniej części wyspy Honsiu. Ma powierzchnię 222,48 km². W 2020 r. mieszkało w nim 32 185 osób, w 11 120 gospodarstwach domowych  (w 2010 r. 37 611 osób, w 11 326 gospodarstwach domowych) .

## Historia
Miasto Namegata powstało 2 września 2005 roku w wyniku połączenia miejscowości Asō, Kitaura i Tamatsukuri z powiatu Namegata.

## Geografia
Miasto sąsiaduje z miastami:
- Kashima
- Itako
- Kasumigaura
- Hokota
- Omitama

## Populacja
Zmiany w populacji terenu miasta w latach 1950–2020: